# Доверски теснац
Доверски теснац је теснац у најужем делу Ламанша, означава границу Ламанша и Северног мора и одваја Велику Британију од континенталне Европе. Најкраће растојање преко теснаца је од Саут Форланда, 33,1 km северно од Довера у енглеској грофовији Кент до рта Гри Неза код Калеа у француском департману Па де Кале. Између ове две тачке лежи популарна рута за пливаче који пливају преко Ламанша. Цео мореуз је унутар територијалних вода Француске и Уједињеног Краљевства, али право транзитног пролаза према Конвенцији Уједињених нација о поморском праву дозвољава пловилима других нација да се слободно крећу кроз мореуз.
Када је дан чист, могуће је видети обалу Енглеске из Француске и обрнуто, а најупадљивији призори су бели клифови Довера виђени са француске обале.

## Бродски промет
Већина поморског саобраћаја између Атлантског океана, Северног мора и Балтичког мора пролази кроз Доверски мореуз, уместо да иде дужом и опаснијом рутом око севера Шкотске. Теснац је један од најпрометнијих међународних морских путева на свету, користи га преко 400 комерцијалних бродова дневно. Ово је учинило безбедност саобраћаја критичним питањем, при чему ХМ Обалска стража и Поморска жандармерија одржавају 24-часовну стражу над мореузом и примењују стриктан режим пловних путева.
Поред интензивног саобраћаја од североистока ка југозападу, мореуз са северозапада на југоисток прелазе трајекти који повезују Довер са Калеом и Денкерком. Они су до 1994. представљали једини пут преко њега осим ваздушног транспорта. Тунел под каналом сада пружа алтернативни пут, који прелази испод мореуза на просечној дубини од 45 m (148 ft) испод морског дна.
Град Довер је дао име једној од морских области британске бродске временске прогнозе.

## Геолошка формација
Верује се да је мореуз настао ерозијом копненог моста који је повезивао Вилда у Великој Британији са Булонеом у Пас де Калеу. Преовлађујућа геологија на британској и француској страни и на морском дну је креда. Иако је донекле отпорна на ерозију, ерозија обе обале створила је чувене беле литице Довера у Великој Британији и Кап Бланк Нез у Француској. Тунел под Ла Маншом је био пробушен кроз чврсту креду.
Рајна (као Урстром) је текла на север у Северно море пошто је ниво мора пао током почетка првог леденог доба плеистоцена. Лед је створио брану од Скандинавије до Шкотске, а Рајна, у комбинацији са Темзом и дренажом из већег дела северне Европе, створила је огромно језеро иза бране, које се на крају прелило преко Вилда у Ламанш. Овај преливни канал постао је Доверски мореуз пре око 425.000 година. Уски дубоки канал дуж средине теснаца био је корито Рајне у последњем леденом добу. Геолошки депозит у Источној Англији означава стари преглацијални северни ток Рајне.
Једна студија из 2007. године је закључила да је Ламанш настао ерозијом изазваном двема великим поплавама. Прва је била пре око 425.000 година, када се језеро прекривено ледом у јужном Северном мору излило и разбило ланац креде Вилд-Артојс услед катастрофалне ерозије и поплаве. Након тога, Темза и Шелда су текле кроз јаз у Ламанш, али Меза и Рајна су и даље текле ка северу. У другој поплави пре око 225.000 година, Меза и Рајна су биле залеђене у језеро које је катастрофално пробило високу слабу баријеру (можда креду или крај морене остављен од леденог покривача). Обе поплаве су пресекле масивне поплавне канале у сувом кориту Ламанша, нешто попут Каналских скабланди или реке Вабаш у САД. Даље ажурирање из 2017. године приписало је низ претходно описаних подводних рупа у дну канала, „дубине 100 m“ и на местима „пречника неколико километара“, језерској води која понире преко гребена стена изазивајући изоловане депресије или уроњене базене. Отапање леда и пораст нивоа мора потопили су Догерланд, област која повезује Британију и Француску 6.500–6.200 пре нове ере.
Теснац Лобоург, главна карактеристика морског дна мореуза, протеже своју косу ширину од 6 km (4 mi) на оси ССИ–ЈЈЗ. Ближе француској него енглеској обали, тече дуж пешчаног спруда Варне где понире до 68 m (223 ft) у најдубљим деловима, а дуж југоисточног суседа ове друге обале гребена (француски назив „Колбарт“) са максималном дубином од 62 m (203 ft).

## Морски дивљи свет
Подморска дубина мореуза варира између 68 m (223 ft) код мореуза Лобоург и 20 m (66 ft) на највишим обалама. То представља низ стеновитих подручја релативно напуштених од бродова који желе да поштеде своје мреже, и пешчаних равница и подводних дина. Јаке струје Ламанша су успорене око стеновитих предела мореуза, уз формирање противструја и мирнијих зона где многе врсте могу да нађу заклон. У овим мирнијим зонама вода је бистрија него у остатку мореуза; тако алге могу да расту упркос просечној дубини од 46 m (151 ft) и помажу у повећању разноврсности локалних врста – од којих су неке ендемичне за мореуз. Штавише, ово је прелазна зона за врсте Атлантског океана и оне из јужног дела Северног мора.
Ова мешавина различитих окружења промовише широк спектар дивљих животиња.
Риденс де Булоњ, 10—20 m (33—66 ft) дубоко стеновито високо тло, делимично прекривено песком, које се налази 15 nmi (28 km; 17 mi) западно од Булоња, може се похвалити највећом производњом маерла у мореуз.
Подручје од 682 km2 (263 sq mi) мореуза је класификовано као заштићена зона Natura 2000 наведена под именом Ridens et dunes hydrauliques du Pas de Calais (Риденс и подводне дине мореуза Довер). Ово подручје обухвата подводне дине Варне, Колбарт, Вергојер и Басурел, Риденс де Булоњ и канал Лобоург који пружа мирније и бистрије воде захваљујући дубини која достиже 68 m (223 ft).

## Лед
У касном 17. веку током „малог леденог доба“, било је извештаја о јаком зимском леду у Ламаншу и Доверском мореузу, укључујући случај из 1684. године да је између Довера и Калеа остала само лига отворених вода.